# Соевый соус
Со́евый со́ус (кит. трад. 醬油, упр. 酱油, пиньинь jiàngyóu, палл. цзянъю; яп. 醤油 сё: ю; кор. 간장 канджа́нъ; вьет. nước tương ныок тыонг) — один из основных компонентов азиатской кухни, продукт ферментации (брожения) соевых бобов (иногда с добавлением зерновых) под воздействием грибов рода аспергилл. Представляет собой жидкость густого тёмного цвета с характерным резким запахом. Содержит множество минеральных элементов, витаминов и аминокислот. За счёт присутствия производных глутаминовой кислоты обладает свойством ярко подчёркивать вкус блюд.

## История
Соевый соус появился в Китае около VIII века до н. э. и позже распространился по всей Восточной и Юго-Восточной Азии. Вероятно, разбавление сои водой служило цели экономии дорогой приправы. В Древнем Китае готовили приправу из ферментированной рыбы с добавлением соевых бобов. Со временем это блюдо стало соевым соусом цзянъю (кит. трад. 酱油).
Записи участников Голландской Ост-Индской компании говорят о соевом соусе как о товаре широкого потребления в 1737 году; тогда 75 больших бочек соуса были перевезены с японского острова Дэдзима в Джакарту. 35 из этих бочек позже были отправлены в Нидерланды.
В XVIII веке соус стал популярен в Европе; «король-солнце» Людовик XIV называл его «чёрным золотом». В 1781 году Исаак Титсинг выпустил рецепт приготовления соевого соуса — хотя это не была первая публикация рецепта, однако она стала первым рецептом японского соуса, известным на Западе.
К середине XIX века японский соевый соус был полностью вытеснен в Европе китайским. Европейцам не удавалось готовить соевый соус из-за непонимания функции грибов Aspergillus oryzae, которые применялись для ферментирования.
Синологист XIX века Сэмюэл Уэллс Уильямс утверждает, что лучший китайский соевый соус 

готовится вывариванием бобов до умягчения, добавлением равного количества пшеницы или ячменя, с последующим ферментированием; позже добавляют порцию соли и втрое больше воды, смесь оставляется под давлением на два или три месяца.
Во второй половине XIX века появились фабрично изготовленные соевые соусы. Одним из них был производимый в Англии «Soy Kabul sauce», рецепт которого был вывезен из Афганистана. Этот соус был известен в России, где считался средством для повышения мужской потенции — об этом упоминает А. П. Чехов в своей записной книжке:

Альфонсирующий молодой человек поддерживает свои силы тем, что постоянно ест кабуль.
«Soy Kabul sauce» добавляли даже в салат «Оливье». В 1930-е годы «Soy Kabul sauce» начали производить пищевые комбинаты СССР. Английская фирма не раскрыла рецепт «Soy Kabul sauce», но советские соусы имели открытый список ингредиентов. Советские соусы 1930-х годов назывались «Южный» и «Восток».
У соевого соуса есть особый базовый вкус, называемый умами в японском языке, за который отвечает появляющийся естественным путём глутамат натрия. Умами был включён в список базовых вкусов в 1908 году учёным Токийского университета Кикунаэ Икэдой (яп. 池田 菊苗 икэда кикунаэ).

## Производство
Соевый соус может производиться как традиционно, с помощью ферментации, так и гидролизом; некоторые производимые промышленно соусы являются смесью приготовленных по первой и второй технологиям соусов.

### Приготовление брожением
Традиционные соевые соусы готовятся сбраживанием смеси бобов и зерна плесневыми грибами Aspergillus oryzae и другими. В Японии как сама закваска, так и бродящая масса называются кодзи (яп. 麹 ко:дзи). В древности ферментируемую массу выставляли на солнце в огромных чанах, в XX веке температуру и влажность обычно контролируют в особых инкубационных камерах.
Производство традиционных соусов занимает месяцы.
1. Вымачивание и отваривание: бобы отмачивают в воде, а затем варят до готовности. Пшеницу обжаривают и толкут.
2. Соединение ингредиентов: равное количество варёных бобов и обжаренного толчёного зерна перемешивают, затем на них высеивают споры нескольких видов грибов аспергилл и других микроорганизмов:
  - Aspergillus oryzae, Aspergillus sojae: культуры с высоким содержанием протеазы широко используют при производстве соевого соуса[13];
  - Aspergillus tamari: используется для приготовления соевого соуса «тамари»;
  - Saccharomyces cerevisiae: дрожжи, содержащиеся в этой культуре, превращают сахара́ в этанол, который может пройти побочную реакцию, в результате которой в соевый соус попадут дополнительные ингредиенты;
  - Виды рода Bacillus: в результате деятельности этих бактерий соевый соус приобретает характерный запах;
  - Виды рода Lactobacillus: молочная кислота, которую производят эти бактерии, увеличивает кислотность соуса.
3. Ферментация: смесь бобов и зерна смачивается соляным раствором (для влажной ферментации) или посыпается солью, после чего её оставляют для брожения на срок от 40 дней до двух — трёх лет. С течением времени микроорганизмы расщепляют протеины сусла на свободные аминокислоты, белковые фрагменты, а крахмал — на простые сахара. Эти амино-гликозидные реакции и дают соусу тёмно-коричневый цвет. Лактобактерии сбраживают сахара в молочную кислоту, а дрожжи производят этанол, который проходит вторичную реакцию и насыщает соус новыми добавками. Если на этом этапе процесс прекращается, продукт носит название соевая паста.
4. Прессование: полностью ферментированную кашицу помещают под обёрнутые тканью тяжёлые контейнеры и прессуют, чтобы отделить соевый соус от твёрдых отходов, которыми в дальнейшем удобряют почву или кормят скот.
5. Пастеризация: сырой соус нагревают, чтобы плесень и дрожжи погибли. После этого соус фильтруют и разливают для продажи.

### Приготовление из гидролизированного соевого белка
Некоторые марки соуса готовят не из перебродившего сусла, а из гидролизированного кислотами соевого белка. В этом случае суммарное время приготовления соуса — от трёх дней. У таких соевых соусов вкус, запах и текстура отличается от сортов, готовящихся традиционно, однако они дольше хранятся, и поэтому их производится больше.
В процессе производства соевого соуса гидролизом могут образовываться канцерогенные вещества.

## Применение
На основе соевого соуса готовится популярный японский соус для тэрияки. Любой из рецептов тэрияки включает в себя соевый соус как основу и сахар. Используется для приготовления говядины, мяса птиц и рыбы на гриле. Продукты приобретают характерную «глазурь» и яркий вкус. Соевый соус также используется в качестве заменителя соли.

## Разновидности
Соевый соус широко используется в национальной кухне по всей Азии. Несмотря на то, что соусы разных стран выглядят похоже, они отличаются консистенцией, цветом, запахом и вкусом, а также содержанием соли.

### Китай
Китайский соевый соус, цзянъю (кит. трад. 醬油, упр. 酱油, пиньинь jiàngyóu) или чию (кит. трад. 豉油, пиньинь chǐyóu) готовится из соевых бобов с добавлением небольшого количества зерна. Китайские соусы делятся на две большие группы: сваренные и смешанные.

#### Сваренные
Сваренным называется соевый соус без добавок, сваренный и профильтрованный, состоящий только из бобов, пшеницы, соли и воды.
- Шэнчоу (кит. трад. 生抽, пиньинь shēngchōu), также цзянцин (кит. трад. 酱清, пиньинь jiàngqing) — очень жидкий, непрозрачный, светло-коричневый соевый соус, готовится из обданного паром зерна с бобами, которое бродит в соляном растворе. Это самый распространённый вид соуса, солёный и неяркого цвета, его обычно используют для добавления в блюдо.
  - Тоучоу (кит. трад. 頭抽, упр. 头抽, пиньинь tóuchōu): светлый соевый соус, который изготавливают из первого отжима соевой пасты, который считается самым качественным, аналогично оливковому маслу «Extra-virgin». Используется как дип.
  - Шуанхуан (кит. трад. 双璜, упр. 雙璜, пиньинь shuānghuáng): светлый соевый соус двойной ферментации: первая происходит в соляном растворе, вторая — в другом соевом соусе. Эта методика добавляет новые оттенки к вкусу соуса, поэтому он используется как дип.
- Инью (蔭油): тёмный соус, который делают преимущественно на Тайване из бобов без зерна. Сперва бобы заражают грибками, затем пересыпают крупной солью и оставляют для долгой ферментации. У соуса богатый оттенками, насыщенный вкус. Его используют как дип, или в приготовлении способом «хуншао» (кит. трад. 紅燒, упр. 红烧, пиньинь hóngshāo). При использовании в «хуншао» (обжаривание в соевом соусе) в инью можно добавить крахмал для загущения[17].

#### Смешанные
В смешанные соусы после ферментации и процеживания подмешиваются вкусовые добавки.
- Лаочоу (кит. трад. 老抽, пиньинь lǎochōu), тёмный и густой соус, приготавливаемый из светлого соуса. Его производство включает удлинение ферментации и добавление карамели или мелассы. Эта разновидность используется в готовке, так как вкус соуса проявляется при нагревании. По сравнению с исходным соусом, у лаочоу менее солёный и более сладкий вкус.
  - Цаогу лаочоу (кит. трад. 草菇老抽, пиньинь cǎogū lǎochōu): разновидность лаочоу, в которую добавляют сок грибов вольвариелла вольвовая, а смесь выставляют на свет.
  - Цзянъюгао (кит. трад. 醬油膏, упр. 酱油膏, пиньинь jiàngyóugāo) — тёмный соус, загущённый добавлением крахмала, сахара, специй и глутамата натрия. Используется как дип и в готовке способом «хуншао».
- Сяцзы цзянъю (кит. трад. 蝦子醬油, упр. 虾子酱油, пиньинь xiāzǐ jiàngyóu): свежий соевый соус кипятят с креветками, добавляя сахар, байцзю (ликёр) и специи. Региональная специализация Сучжоу.

### Япония
Буддийские монахи из Китая привезли соевый соус в Японию в VII веке, где он известен под названием сёю (яп. 醤油 сё:ю). Японское слово тамари (сорт соуса) — это отглагольное существительное, образованное от слова тамару (яп. 溜る), которое означает «собирать»; тамари традиционно был остаточным продуктом от производства мисо.
Сёю традиционно делят на пять основных разновидностей по ингредиентам и методам производства. Большинство сортов японского соуса содержат пшеницу, что делает их слаще, чем китайские разновидности. Также у них обычно есть тонкий алкогольный привкус, как у шерри, иногда усиливаемый специально добавлением спирта как натурального консерванта. Широко разнящиеся вкусы соуса используются для разных рецептов, причём некоторые виды можно добавлять только в одни блюда, а некоторые — в другие.
Некоторые виды сёю содержат до 50 % пшеницы.

#### Разновидности
- Койкути (яп. 濃口, крепкий вкус): изобретён в регионе Канто, но распространён по всей стране. Более 80 % японского соуса для внутреннего рынка — койкути, что позволяет назвать его типично японским сортом. Он производится из равного количества соевых бобов и пшеницы. Другое название — кидзёю (яп. 生醤油 кидзё:ю) или намасёю (яп. 生醤油), если он не пастеризован.
- Усукути (яп. 薄口, слабый вкус): популярен в Кансае, он одновременно солонее и бледнее, чем койкути. Цвет изменяется из-за добавления амадзакэ, сладкой жидкости, производимой из ферментированного риса.
- Тамари (яп. 溜まり): производится, в основном, в регионе Тюбу. Он более тёмный, чем койкути, и у него более насыщенный вкус. В нём либо очень мало пшеницы, либо вовсе нет. Приготовленный без пшеницы тамари может быть использован людьми с непереносимостью глютена[англ.]. Рецепт этого соуса наиболее близок к рецепту того соуса, который привезли в Японию китайцы. С точки зрения технологии, это мисо-дамари (яп. 味噌溜り), так как это жидкость, остающаяся от приготовления мисо.
- Сиро (яп. 白, «белый»): в отличие от тамари, для приготовления сиро используется много пшеницы и мало сои, поэтому он слаще и светлее. В Кансае им подчёркивают вкус сасими.
- Сайсикоми (яп. 再仕込, «дважды сваренный»): для приготовления этой разновидности вместо соляного раствора берут койкути. Соответственно, он очень тёмный, а вкус у него ярче. Его также называют канро сёю (яп. 甘露醤油 канро сё:ю, «соевый соус-нектар»).

Некоторые разновидности соевого соуса, появившиеся позднее:
- Гэнъэн (яп. 減塩, «уменьшенная соль»): содержит вдвое меньше соли, создан для людей, заботящихся о своём здоровье.
- Усудзё (яп. 薄塩, «пресная соль»): содержит на 20 % меньше соли, чем обычный соус.

Все разновидности соуса продаются в магазинах разделёнными на три категории в зависимости от методики производства.
- Хондзёдзо (яп. 本醸造 хондзё:дзо:, «правильно ферментированный»): содержит только натурально ферментированный сёю.
- Конгодзёдзо (яп. 混合醸造 конго: дзё:дзо:, «смешанный ферментированный»): содержит 70—50 % натурально ферментированного сёю и 30—50 % гидролизированного протеина.
- Конго (яп. 混合 конго:, «смешанный»): содержит хондзёдзо или конгодзёдзо и 30—50 % гидролизированного протеина.

Все сорта делятся также по официально стандартизированным уровням качества.
- Хёдзюн (яп. 標準 хё:дзюн, «норма, стандарт»): содержит более 1,2 % азота.
- Дзёкю (яп. 上級 дзё:кю:, «высший сорт»): содержит более 1,35 % азота.
- Токкю (яп. 特級 токкю:, «экстра»): содержит более 1,5 % азота.

### Индонезия
В Индонезии соевый соус известен как kecap (читается «кечап»; также возможно написание ketjap), это общее слово для обозначения всех ферментированных соусов, а также когнат слова кетчуп. Основные разновидности «кечапа»:
- кечап асин (индон. kecap asin): солёный соевый соус, очень похожий на китайский светлый соус, но более густой и с более насыщенным вкусом;
- кечап манис индон. kecap manis: сладкий соевый соус консистенции сиропа, в него при приготовлении добавляют пальмового сахара;
- кечап манис седан индон. kecap manis sedang: среднесладкий соус.

### Корея
Корейский соевый соус называется «чосон канджанъ» (кор. 조선간장), это побочный продукт приготовления твенджана. Оба они используются в супах «кук», а также как приправа. Чосон канджанъ жидкий и тёмно-коричневого цвета, он готовится без добавления зерна. Японский соевый соус, называемый в Корее «вэканджанъ» (кор. 왜간장), более дешёвый в производстве, вытесняет корейскую разновидность с рынка. Согласно данным отчёта 2001 года по национальному потреблению продуктов питания, чосон канджанъ занимает всего 1,4 % рынка соевого соуса.

### Мьянма
В Мьянме (Бирме) производится много сои. Квашенные проростки сои (сэ-то-фу), распространённое в Мьянме блюдо, более остры, чем аналогичное блюдо соседних стран. Первые свидетельства производства соевого соуса в Бирме датируются IX—X веками, там восхваляется пе нан бяр яй (бирм. ပဲငံပြာရည်, «бобовый рыбный соус»). Производство соуса достигло пика во время династии Конбаун в начале XVIII века. Густой соус называется «кя нё» (бирм. ကြာညို့, от китайского цзянъю).

### Филиппины
Популярный соус, изготовляемый на основе соевого, называется «тоё» (toyo), другие распространённые филиппинские соусы — рыбный соус (патис, patis) и уксус из сахарного тростника (сука, suka). Филиппинский соевый соус готовят из соевых бобов, пшеницы, соли и карамели, он мягче и солонее других разновидностей соуса, ближе всего к нему японский сёю. Филиппинский соевый соус добавляют при приготовлении блюд и выставляют на стол. Его смешивают с каламондином, небольшим цитрусовым фруктом.

### Сингапур и Малайзия
На севернокитайском, на котором разговаривают в Малайзии и Сингапуре, соевый соус называется «доую» (кит. трад. 豆油, пиньинь dòuyóu, это изменённое прочтение фуцзяньского слова, означающего соус «цзянъю» (кит. трад. 醬油, упр. 酱油, пиньинь jiàngyóu). Малаеязычные малайцы называют соевый соус «кичап» (kicap): кичап лемак (kicap lemak), «богатый соевый соус» и кичап чаир (kicap cair). Кичап лемак похож на индонезийский кечап манис (kecap manis), но значительно менее сладок.

### Тайвань
История тайваньского соусоварения начинается в южных провинциях Фуцзянь и Гуандун. Среди тайваньских соевых соусов известен соус из доучи. Его производство занимает 6 месяцев. Наиболее известные производители соевого соуса — Kimlan (кит. 金蘭), Wan Ja Shan (кит. 萬家香), President-Kikkoman (кит. 統萬) — готовят соус из сои и пшеницы. Немногие прочие — Wuan Chuang (кит. 丸莊), O'Long (кит. 黑龍), Tatung (кит. 大同), Ruei Chun (кит. 瑞春) готовят доучи.

### Вьетнам
Во Вьетнаме китайский соевый соус называется сизэу (вьет. xì dầu), это заимствование из юэского иер. трад. 豉油, ютпхин: si6jau4, йель: si6yau4, кант.-рус.: сияу, пиньинь: chǐyóu, или ныоктыонг (вьет. nước tương). Название «ныоктыонг» может использоваться для обозначения других соусов, а также вида соевой пасты — тыонг'а. Соевый соус используется как дип или как заправка. Во вьетнамской кухне чаще применяется рыбный соус, но в вегетарианской кухне его заменяет соевый соус.

## Медицинское и физиологическое значение
Соевый соус гипоаллергенен. Соевые бобы и пшеница используется при приготовлении соуса, однако аллергены сои и пшеницы полностью разлагаются в процессе приготовления. Иммуноферментный анализ не обнаружил аллерген пшеницы в 10 наименованиях коммерческого соевого соуса в Японии.
Благодаря 1 % (в/в) содержанию так называемых сёю-полисахаридов соус имеет мощную противоаллергическую активность in vitro и in vivo. Добавки сёю-полисахаридов оказывают лечебный эффект на пациентов с аллергическим ринитом. Сёю-полисахариды увеличивают усвоение железа, тем самым делая соевый соус потенциально многообещающей приправой для лечения анемии через пищу.
Соевый соус способствует пищеварению, употребление чашки прозрачного супа, содержащего соевый соус, усиливает секрецию желудочного сока у людей.
Соевый соус обладает антимикробной активностью в отношении таких бактерий, как Staphylococcus aureus, Shigella flexneri, Vibrio cholera, Salmonella Enteritidis, непатогенной кишечной палочки и патогенной кишечной палочки (штамм O157:H7).
Соевый соус содержит антигипертензивный компонент — никотианамин. Соевый соус также проявляет: антиканцерогенное действие, антиоксидантную активность, антикатарактные эффекты, антиагрегантную активность, противоопухолевую активность, антитромбоцитарную активность. Содержит β-Карболин.
Соевый соус может содержать высокий уровень биогенных аминов: тирамина, гистамина, фенилэтиламина, путресцина и кадаверина. Наличие некоторых аминов в соевом соусе может свидетельствовать о плохих гигиенически-санитарных условиях при переработке или использовании сырья низкого качества. Наличие высоких уровней гистамина, тирамина, триптамина и фенилэтиламина в соевом соусе может оказывать неблагоприятное воздействие на здоровье человека. Гистамин может вызывать отравление гистамином, тогда как другие амины вызывают мигрень. Высокие уровни биогенных аминов могут ускорить развитие синдрома китайского ресторана.